# Altgau

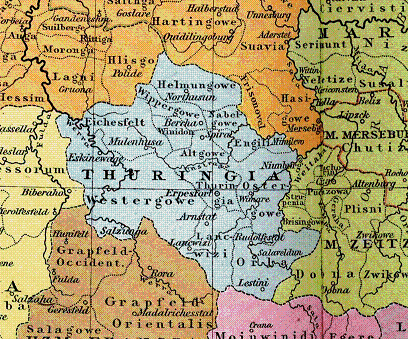
Der Altgau in Thüringen um das Jahr 1000

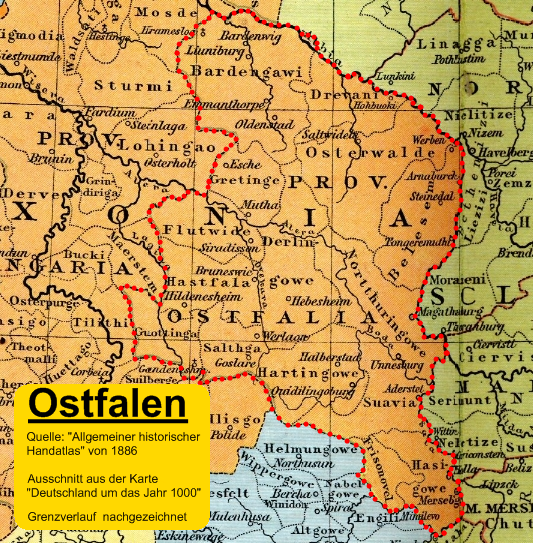

Der Altgau (auch Altgowe) war ein Herrschaftsgebiet des Heiligen Römischen Reichs im heutigen Thüringen. Die nördliche Grenze bildeten der benachbarte Wippergau und Gau Engilin. In der Mitte des Altgau war als Enklave der Untergau Winidon.

## Geographie
Der Fluss Helbe durchströmte den Altgau entlang den heutigen Städten Ebeleben, Greußen und Weißensee.
Im Norden wurde der Gau begrenzt durch den Bergzug Hainleite und im Süden vom Fluss Unstrut.

Karte der Gauen, die vormals im heutigen Nordthüringen lagen.
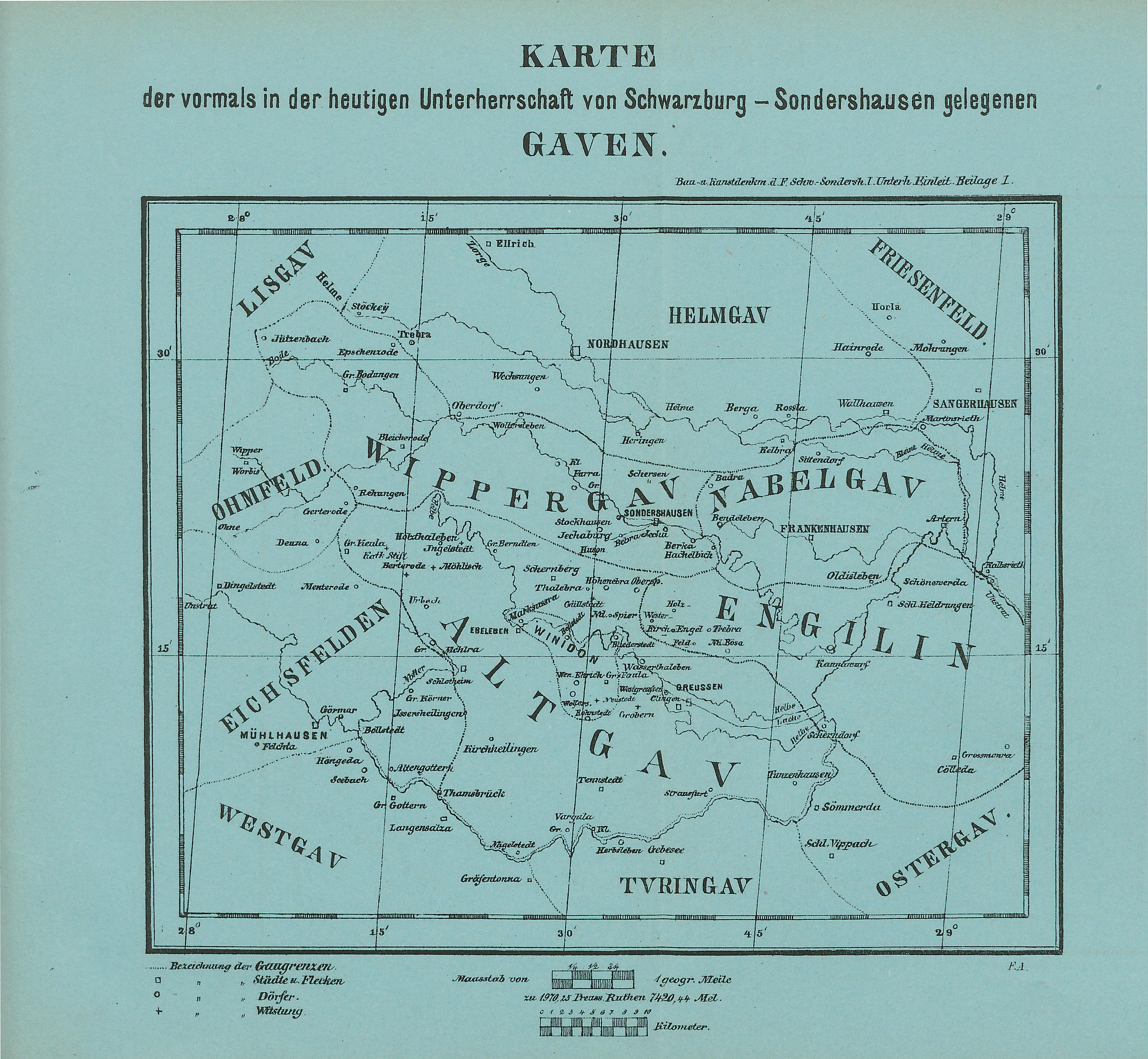
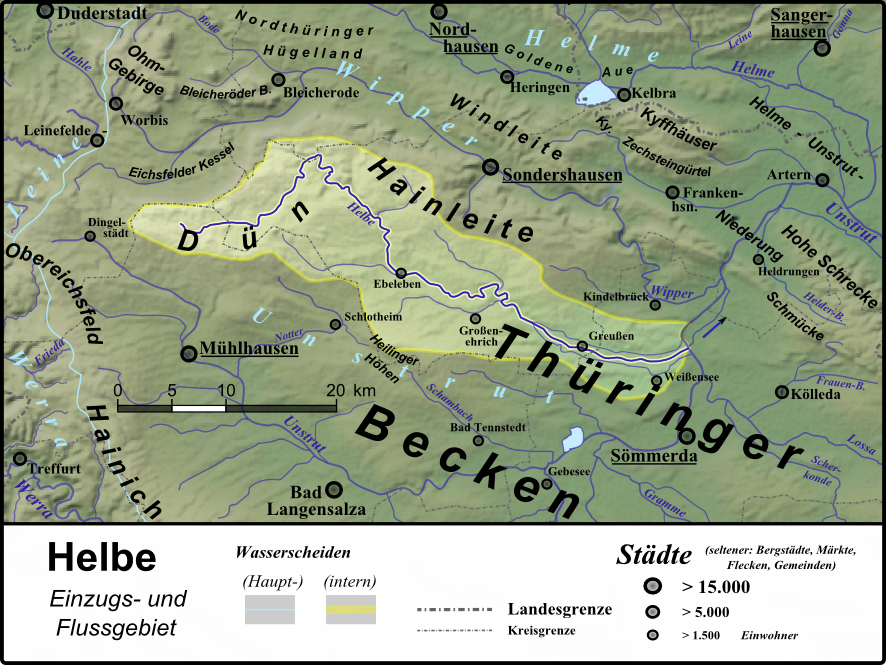